# マウント・ワディントン地域
マウント・ワディントン地域（マウント・ワディントンちいき、英: Regional District of Mount Waddington）とは、カナダのブリティッシュコロンビア州に位置する地方行政区である。大陸の一部とバンクーバー島北部のエリアに位置する。

## 主要都市
- ポート・マクニール（Port McNeill）
- ポート・ハーディー（Port Hardy）